# Antanas Mikėnas
Antanas Mikėnas, född 24 februari 1924 i Butkiškiai i Panevėžys, död 23 september 1994 i Vilnius, var en sovjetisk friidrottare.
Mikėnas blev olympisk silvermedaljör på 20 kilometer gång vid sommarspelen 1956 i Melbourne.